# Anobra
Anobra es una freguesia portuguesa del concelho de Condeixa-a-Nova, con 12,82 km² de superficie y 1.357 habitantes (2001). Su densidad de población es de 105,9 hab/km².